# Bataille de Torisaka
La bataille de Torisaka (鳥坂峠の戦い) se déroule au XVIe siècle, durant l'époque Sengoku de l'histoire du Japon.
Kōno Michinao demande l'aide du clan Mōri dans le cadre de sa lutte contre Utsunomiya Toyotsuna. Les Mōri donnent leur accord pour une alliance et envoient Kobayakawa Takakage. Kōno et Kobayakawa emmènent leurs forces combinées contre Utsunomiya Toyotsuna à la bataille de Torisaka où ils sont victorieux. Cependant, la région de Kōno demeure sous le contrôle de Toyotsuna après sa défaite sur le terrain.

## Source de la traduction
- (en) Cet article est partiellement ou en totalité issu de l’article de Wikipédia en anglais intitulé « Battle of Torisaka » (voir la liste des auteurs).